# Stalingrad (1989)
Stalingrad ist ein zweiteiliger Kriegsfilm aus den Jahren 1989–1990, der von Juri Oserow geschrieben wurde, inszeniert und produziert mit Quincy Jones und Clarence Avant. Der Film handelt von der Schlacht von Stalingrad und war eine Koproduktion zwischen der Sowjetunion und der DDR.
Es ist zweiteiliges militärhistorisches Epos im Breitbildformat des sowjetischen Filmregisseurs und Drehbuchautors Juri Oserow, gemeinsam gedreht von Filmemachern der UdSSR und der USA, unter Beteiligung von Kameraleuten der DDR und der Tschechoslowakei. Die Schlacht von Stalingrad dauerte vom 23. August 1942 bis zum 2. Februar 1943 und war ein Wendepunkt an der Ostfront des Zweiten Weltkriegs.